# Le Refroidisseur de dames
Pour plus de détails, voir Fiche technique et Distribution.
Le Refroidisseur de dames (titre original : No way to treat a lady) est un film américain réalisé par Jack Smight, sorti en 1968.

## Synopsis
Christopher Gill, célèbre directeur de théâtre à New York, est un véritable obsédé sexuel qui n'a pas assumé son œdipe. Se dissimulant sous divers déguisements, il occit plusieurs femmes de manière successive. Il contacte l'inspecteur Brummel, chargé de l'enquête, et lui fait quelques révélations qui, malheureusement, restent insuffisantes. Brummel décide donc de l'accuser d'un meurtre qu'il n'a pas commis pour garder le contact...

## Fiche technique
- Titre original : No way to treat a lady
- Réalisation : Jack Smight
- Scénario : John Gay d'après le roman de William Goldman
- Directeur de la photographie : Jack Priestley
- Montage : Archie Marshek
- Musique : Stanley Myers
- Production : Sol C. Siegel
- Genre : Comédie, Thriller
- Pays :  États-Unis
- Durée : 108 minutes
- Date de sortie :
  -  États-Unis : 20 mars 1968
  -  France : 7 août 1968

## Distribution
- Rod Steiger (VF : Roger Carel) : Christopher Gill
- Lee Remick (VF : Jeanine Freson) : Kate Palmer
- George Segal (VF : Gabriel Cattand) : Ins. Morris Brummel
- Eileen Heckart (VF : Aline Bertrand) : Mrs. Brummel
- Murray Hamilton (VF : Marc de Georgi) : Ins. Haines
- Michael Dunn : Mr. Kupperman
- Martine Bartlett : Alma Mulloy
- Barbara Baxley (VF : Madeleine Barbulée) : Belle Poppie
- Irene Dailey (VF : Renée Simonot) : Mrs. Fitts
- Doris Roberts (VF : Raymonde Devarennes) : Sylvia Poppie
- Ruth White : Mrs. Himmel
- Val Bisoglio (VF : Maurice Dorléac) : Det. Monaghan
- David Doyle (VF : Henry Djanik) : Lt. Dawson
- Kim August (VF : Françoise Fechter) : Sadie
- Tom Ahearne : le Père O'Brien
- Val Avery (VF : Georges Atlas) : le barman